# Sân bay Izumo
Sân bay Izumo (出雲空港 Izumo Kūkō) là một sân bay ở Izumo, tỉnh Shimane, Nhật Bản, cách trung tâm thành phố Izumo hoặc Matsue  khoảng 20-30 phút đi xe hơi.
Sân bay này có 1 đường băng dài 2000 m bề mặt nhựa đường.

## Các hãng hàng không và các tuyến điểm
Hiện có các hãng hàng không sau đang hoạt động tại sân bay này:
- Japan Airlines (Tokyo-Haneda) [4]
- Japan Air Commuter (Fukuoka, Oki, Osaka-Itami)